# Tervezett székely székek

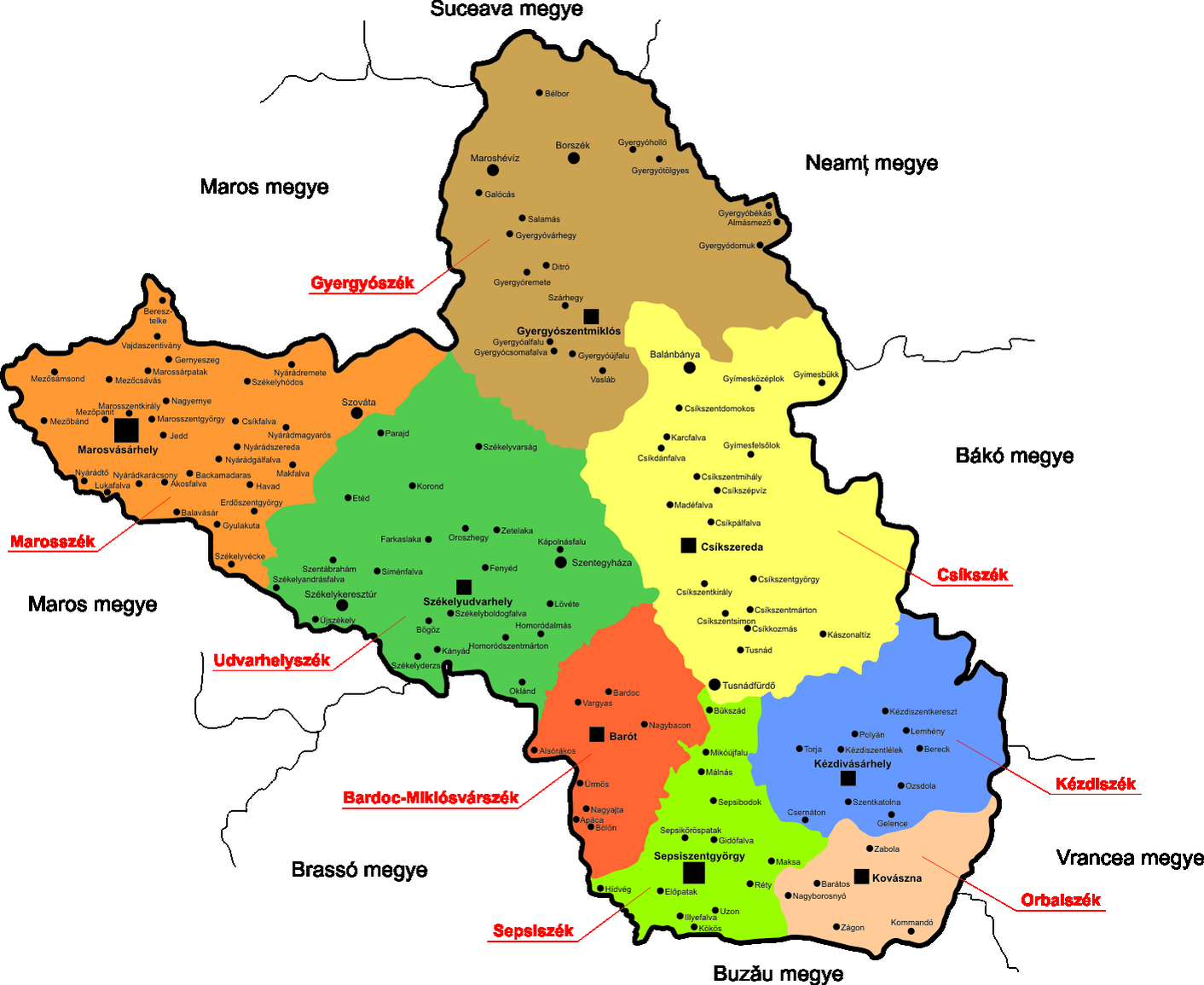
A tervezett székely székek

A történelmi székely székek száma 7 fő- és 5 fiúszék volt. Ha a székelyek összességéről volt szó, mindig csak hét székről van írásos emlékezés. Oklevelekben „a hét szék székelyei” gyűjtőnév alatt szerepelnek, vagy mint „három nembeli székelyek” (trium generum Siculi), vagy összefoglalva „a hét szék három nembeli székhelyei” (universitas trium generum Siculorum septem sedium).
A hét székely szék kialakulási folyamata, a széki intézmény kikristályosodásával együtt, a 14. század utolsó éveiben ért véget, megkülönböztették az eredetileg alakult fő- vagy anyaszékeket és a később ezek keretében alakult fiúszékeket (sedes filialis).
Az SZNT által készített autonómia statútum – figyelembe véve az elmúlt idők változásait – a tervek szerint 8 főszéket hozna létre a mai értelemben vett Székelyföldön (Aranyosszék nélkül).

## Történelmi háttér
Az önálló Székely Köztársaság terve a wilsoni elvekre hivatkozva jött létre, melyeket végül figyelembe se vettek a béketárgyalások során. A Wilson-elv szerint – az első Székely Nemzeti Tanács támogatásával – Székelyföld önálló kis állammá vált volna úgy, hogy néhány vonatkozásban mégis Magyarországhoz tartozzon.
A második bécsi döntés (1940. augusztus 30.) Észak-Erdéllyel együtt Székelyföldet (kivéve Aranyosszéket) is visszaadta Magyarországnak, majd 1946 májusában Párizsban a nagyhatalmak megegyeztek Erdély és Székelyföld területi hovatartozásáról, majd az 1947. február 10-én aláírt párizsi békeszerződés alapján a Székelyföld, Észak-Erdély többi részével együtt, újra Romániához került.
1952. szeptember 21-én szovjet nyomásra létrehozták a Magyar Autonóm Tartományt, ezáltal megteremtve a magyar autonómia alapjait, majd átalakították, létrehozva a Maros-Magyar Autonóm Tartományt, rontva a népességi arányokon.
Autonómiaügyben a 2000-es évekig nem történt komolyabb előrelépés a román és az RMDSZ politikában, annak ellenére, hogy erre megvolt az igény. 2003-ban megalakult a politikai pártok fölött álló, közképviseleti elven szerveződő EMNT, Tőkés László, és SZNT Csapó I. József vezetésével, hogy Székelyföld autonómiáját a jog és a demokrácia eszközével vívja ki, alkalmazva a nemzetközi jog kínálta lehetőségeket. Utóbbi, az autonómia eléréséért több megmozdulást is szervezett, mint a székely szabadság napja (2013. március 10.) vagy a Székelyek Nagy Menetelése (2013. október 27.), illetve további tömegmegmozdulásokat szervez a cél érdekében. 2004-ben több település is kiírta a népszavazást az autonómiáról, de ezeket a határozatokat a kormánymegbízottak (prefektusok) megtámadták és elérték érvénytelenítésüket, így végül az SZNT 2006-ban nemhivatalos népszavazást tartott 254 településen 395 008 szavazatra jogosult polgárának nyílt lehetősége szavazni Székelyföld autonómiájáról, az igenek részaránya 99,31% volt. A 2009-ben 25 település által kiírt autonómia népszavazás is a 2004-es sorsára jutott. Ugyanakkor az RMDSZ középvezetők, megyei, illetve települési önkormányzati vezetők a 2010-es években már autonómia szükségessége mellett foglaltak állást, illetve a romániai küszöbön álló közigazgatási reform tervét kihasználva népszavazás kiírását kezdeményezték Székelyföld, mint fejlesztési régió (ebben az esetben Hargita-, Kovászna- és a teljes Maros megyéről volt szó), illetve mint közigazgatási régió létrehozásáért, de eddig minden kezdeményezést megtámadott a román hatalom a kihelyezett kormánymegbízottjaik révén.
Az SZNT által készített autonómia statútum – figyelembe véve az elmúlt idők változásait – 8 főszéket hozna létre:
Az autonóm régió területe a jelenlegi Kovászna és Hargita megyék területét, valamint a Maros megyéhez tartozó történelmi Marosszék területét foglalja magába. Az 1. sz. Melléklet tartalmazza Székelyföld autonóm terület határait és településeit. A székek hagyományos közigazgatási területek.
a) Kézdiszék, amelynek területe a hozzá tartozó településeket foglalja magába; székhelye Kézdivásárhely;
b) Orbaiszék, amelynek területe a hozzá tartozó településeket foglalja magába; székhelye Kovászna;
c) Sepsiszék, amelynek területe a hozzá tartozó településeket foglalja magába; székhelye Sepsiszentgyörgy;
d) Csíkszék, amelynek területe a hozzá tartozó településeket foglalja magába; székhelye Csíkszereda;
e) Udarhelyszék, amelynek területe a hozzá tartozó településeket foglalja magába; székhelye Székelyudvarhely;
f) Gyergyószék, amelynek területe a hozzá tartozó településeket foglalja magába; székhelye Gyergyószentmiklós;
g) Marosszék, amelynek területe a hozzá tartozó településeket foglalja magába; székhelye Marosvásárhely;
h) Miklósvár- és Bardocszék, amelynek területe a hozzá tartozó településeket foglalja magába; székhelye Barót.
Ezen a közigazgatási felosztás szerint a történelmi Aranyosszék nem tartozna a mai értelemben vett Székelyföldhöz, ellenben olyan településeket foglalna magába, melyek közigazgatásilag nem tartoztak Székelyföldhöz, de többségben magyarok lakják. Ilyenek a történelmi Felső-Fehér vármegye peselneki járásának települései: Alsórákos, Apáca, Egrestő, Előpatak, Felsőrákos, Hídvég, Petek, Mikóújfalu, Peselnek, Sepsibükszád, Szárazpatak, Torja és Ürmös; jelenleg Maros megyéhez tartozó települések, mint: Balavásár, Beresztelke, Gernyeszeg, Marossárpatak, Nagykend, Sáromberke és Szentdemeter. Ugyanakkor a statútum melléklete tartalmaz olyan jelenleg Hargita megyéhez tartozó települést is, amely soha nem volt a történelmi Székelyföld része és ahol a magyarok kisebbségben vannak (Maroshévíz), de nem tesz említést az 1950-es régiósításkor Neamț megyéhez csatolt településekről (pl. Gyergyóbékás község és az abból kivált falvak), illetve a Bákó megyéhez csatolt Gyimes és Gyimesbükk településekről, utóbbiaknak számottevő csángó-magyar lakossága van. A statútumban foglaltakkal ellentétben a 2009 nyarán kiadott Székelyföld térkép mindezeket a településeket magába foglalja, és ezzel térképpel kezdeményezték ugyanaz év őszén a svájci székhelyű Nemzetközi Szabványügyi Szervezetnél (International Organization for Standardization; ISO) Székelyföld ISO 3166-2 földrajzi régiókódjának megigénylését, a 2009. szeptember 5-i székelyudvarhelyi Székelyföldi Önkormányzati Nagygyűlésen hozott határozat alapján.

## Tervezett székek

### Bardóc-Miklósvárszék
Központ: Barót
Települések:
Municípiumok: nincs, 
Városok: Barót, 

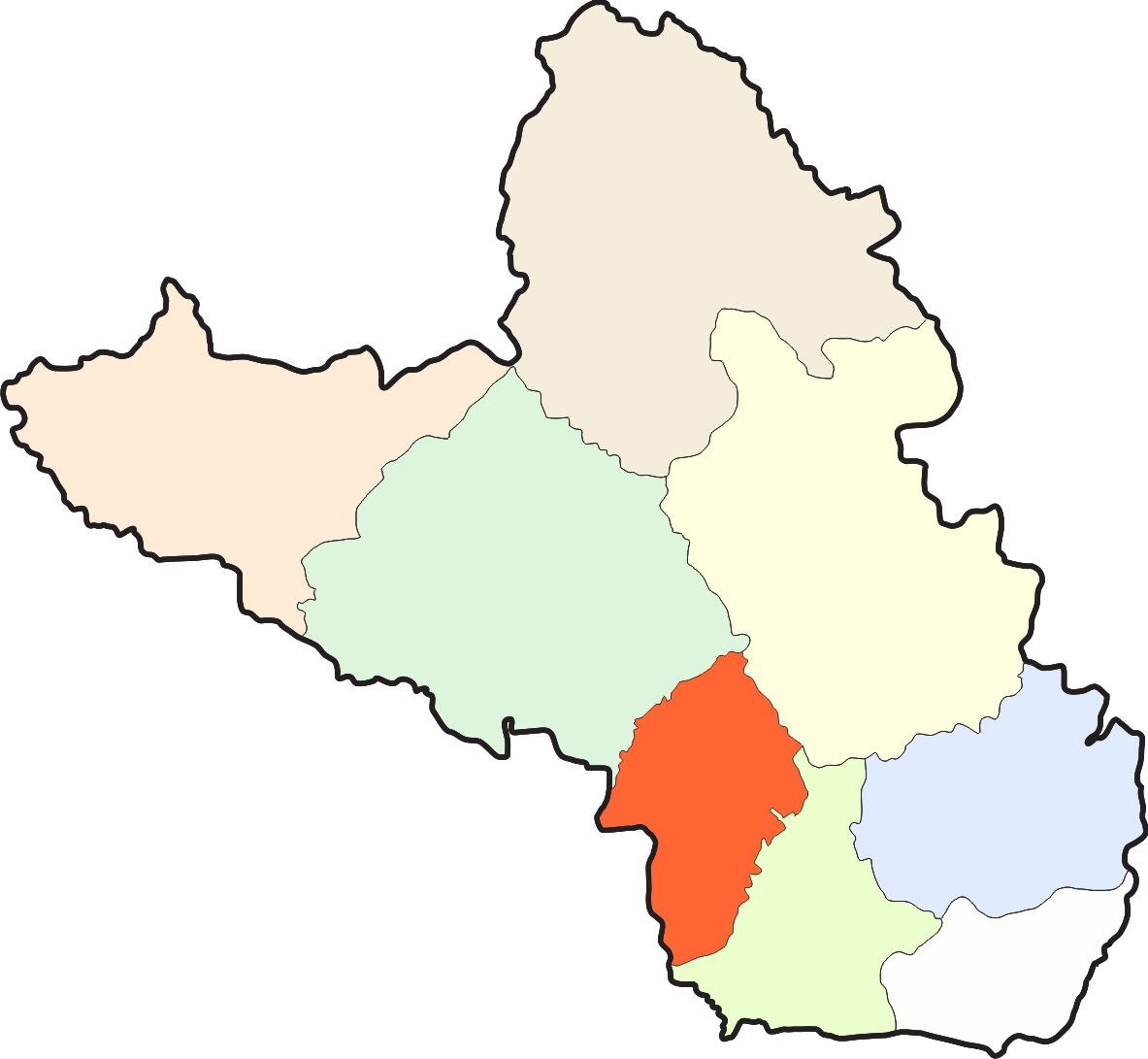
Bardóc-Miklósvárszék

Községek: Ágostonfalva, Alsórákos, Apáca, Bardoc, Bölön, Nagyajta, Nagybacon, Ürmös, Vargyas
Leírása: A történelmi Bardóc fiúszék és Miklósvár fiúszék összevonásából jött létre. Előbbinek Olasztelek, utóbbinak Miklósvár volt a központja, ám a széknek mégsem eközül valamelyik, hanem Barót, a legnagyobb település, egyben egyetlen város lett a központja. A szék területe szinte teljes egészében Kovászna megye területére esik, de három település Brassó megye területét képezi. 

### Csíkszék
Központ: Csíkszereda
Települések:
Municípiumok: Csíkszereda, 
Városok: Balánbánya, Tusnádfürdő, 

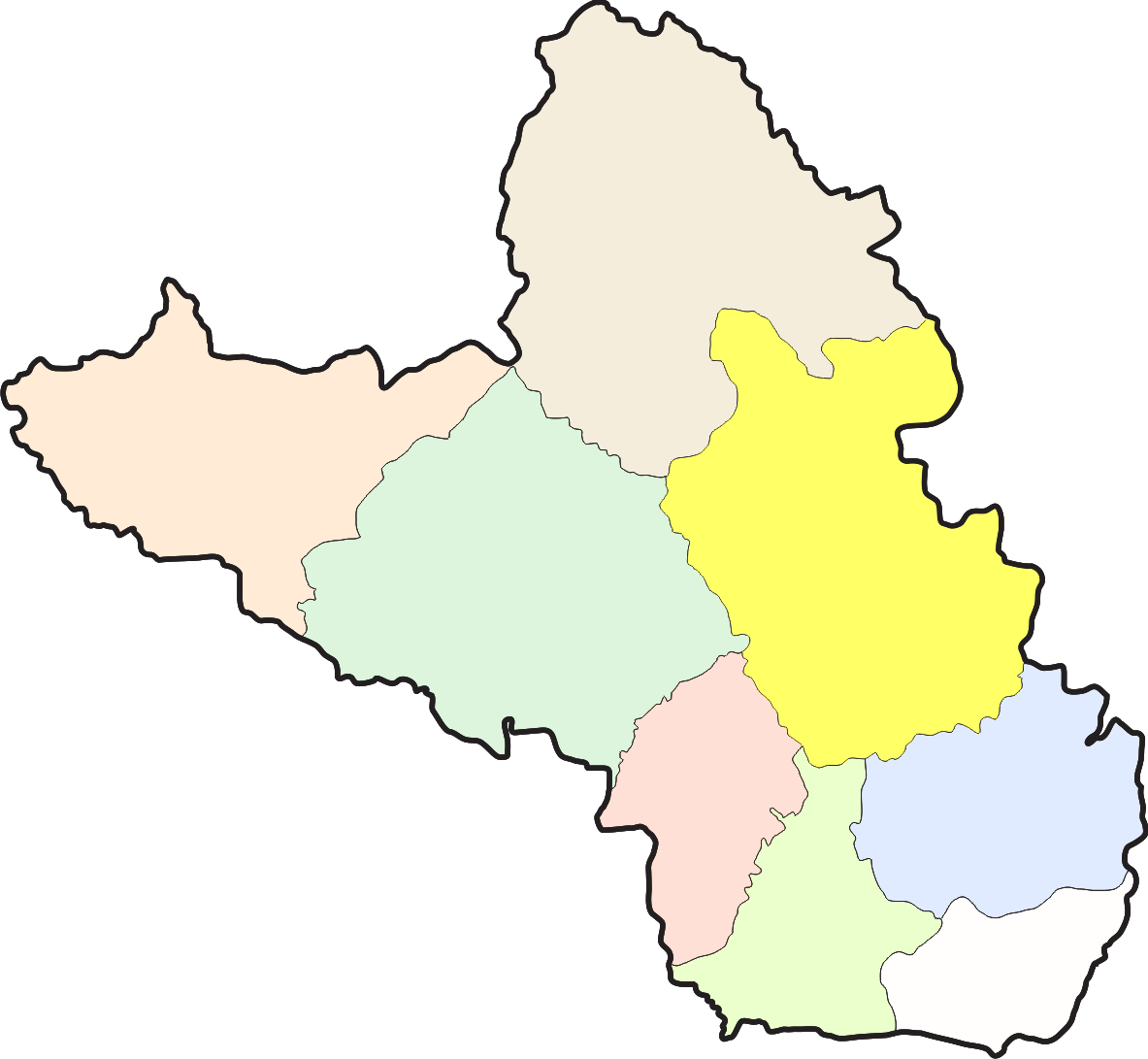
Csíkszék

Községek: Csíkcsicsó, Csíkdánfalva, Csíkkozmás, Csíkmadaras, Csíkpálfalva, Csíkrákos, Csíkszentdomokos, Csíkszentgyörgy, Csíkszentimre, Csíkszentkirály, Csíkszentlélek, Csíkszentmárton, Csíkszentmihály, Csíkszentsimon, Csíkszenttamás, Csíkszépvíz, Gyimesbükk, Gyimesfelsőlok, Gyimesközéplok, Karcfalva, Kászonaltíz, Madéfalva, Tusnád
Leírása: A történelmi Székelyföld egyik széke, ám az SZNT által kiadott térkép szerint nem tartalmazza északi területeit (amely a mai Gyergyószék területe). Központja Hargita megye székhelye, Csíkszereda. Területe főként Hargita, de részben Bákó megye területét is érinti (Gyimesbükk). 

### Gyergyószék
Központ: Gyergyószentmiklós
Települések:

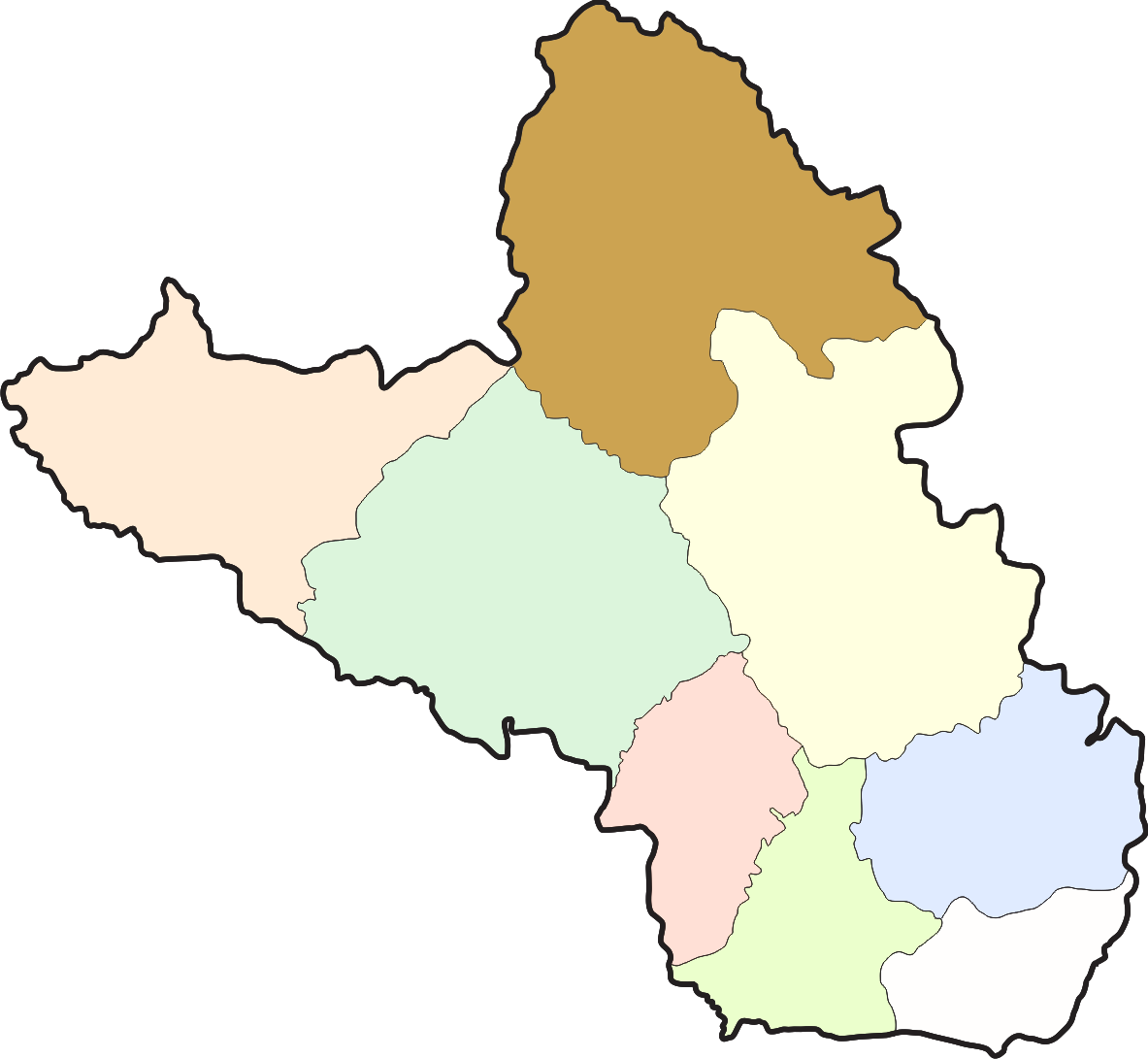
Gyergyószék

Municípiumok: Gyergyószentmiklós, Maroshévíz, 
Városok: Borszék, 
Községek: Almásmező, Bélbor, Ditró, Galócás, Gyergyóalfalu, Gyergyóbékás, Gyergyócsomafalva, Gyergyódamuk, Gyergyóholló, Gyergyóremete, Gyergyószárhegy, Gyergyótölgyes, Gyergyóújfalu, Gyergyóvárhegy, Salamás, Vasláb
Leírása: Székelyföld legészakibb széke a történelmi Csíkszékből vált ki. Területe elsősorban Hargita megye területe, de Neamț megye nyugati részének egy része is ide tartozik (Békás-vidék). Központja Gyergyószentmiklós. Ez az egyetlen olyan szék, amelynek területén két municípium is található.

### Kézdiszék
Központ: Kézdivásárhely
Települések:
Municípiumok: Kézdivásárhely, 
Városok: nincs, 

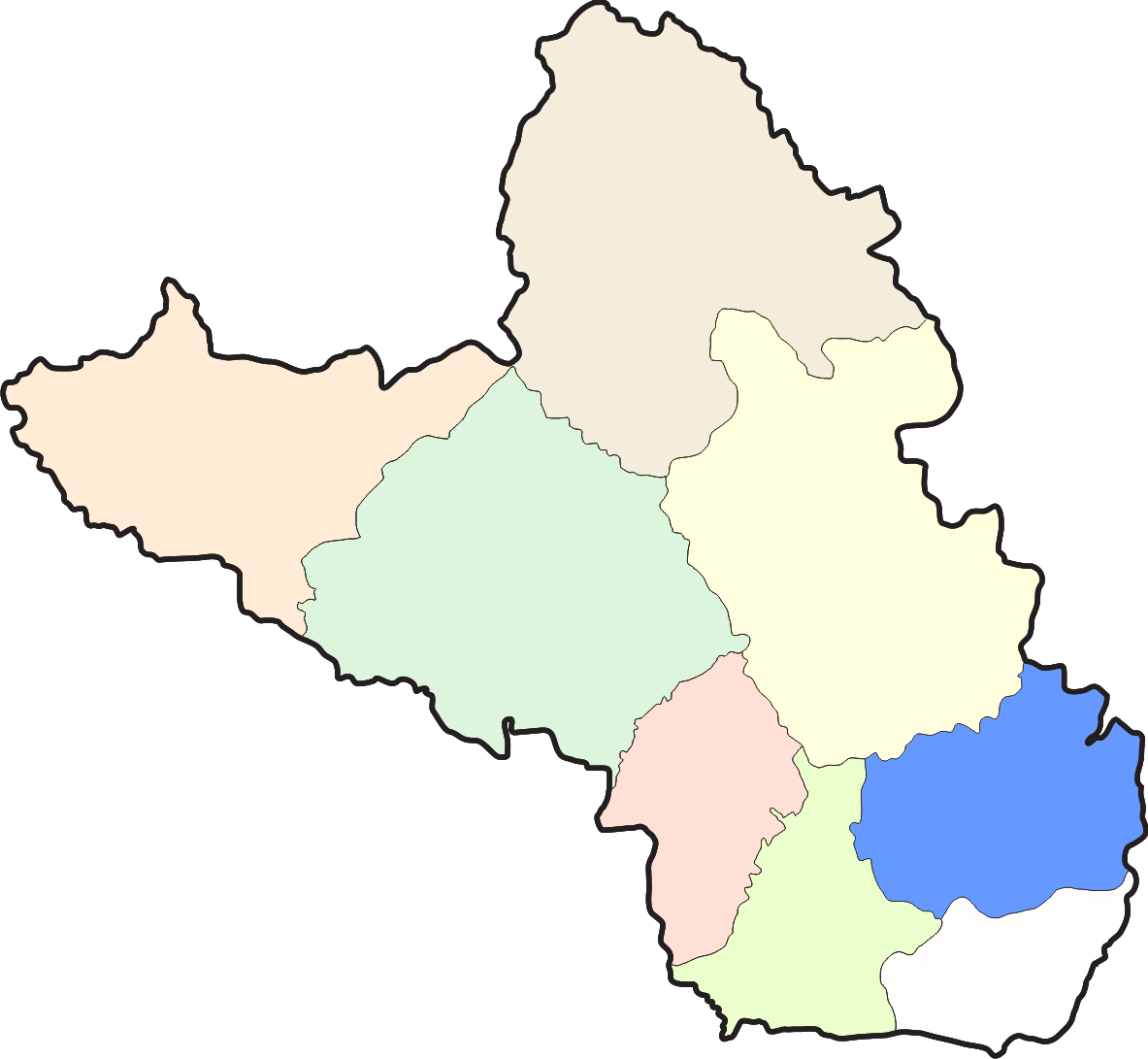
Kézdiszék

Községek: Bereck, Csernáton, Esztelnek, Gelence, Kézdialmás, Kézdiszentkereszt, Kézdiszentlélek, Lemhény, Ozsdola, Szentkatolna, Torja
Leírása: Az egykori Háromszék legnagyobb területű széke. A szék közepén helyezkedik el a székhely Kézdivásárhely, amely Székelyföld egyik legszebb belvárosával büszkélkedhet.

### Marosszék
Központ: Marosvásárhely
Települések:
Municípiumok: Marosvásárhely, 

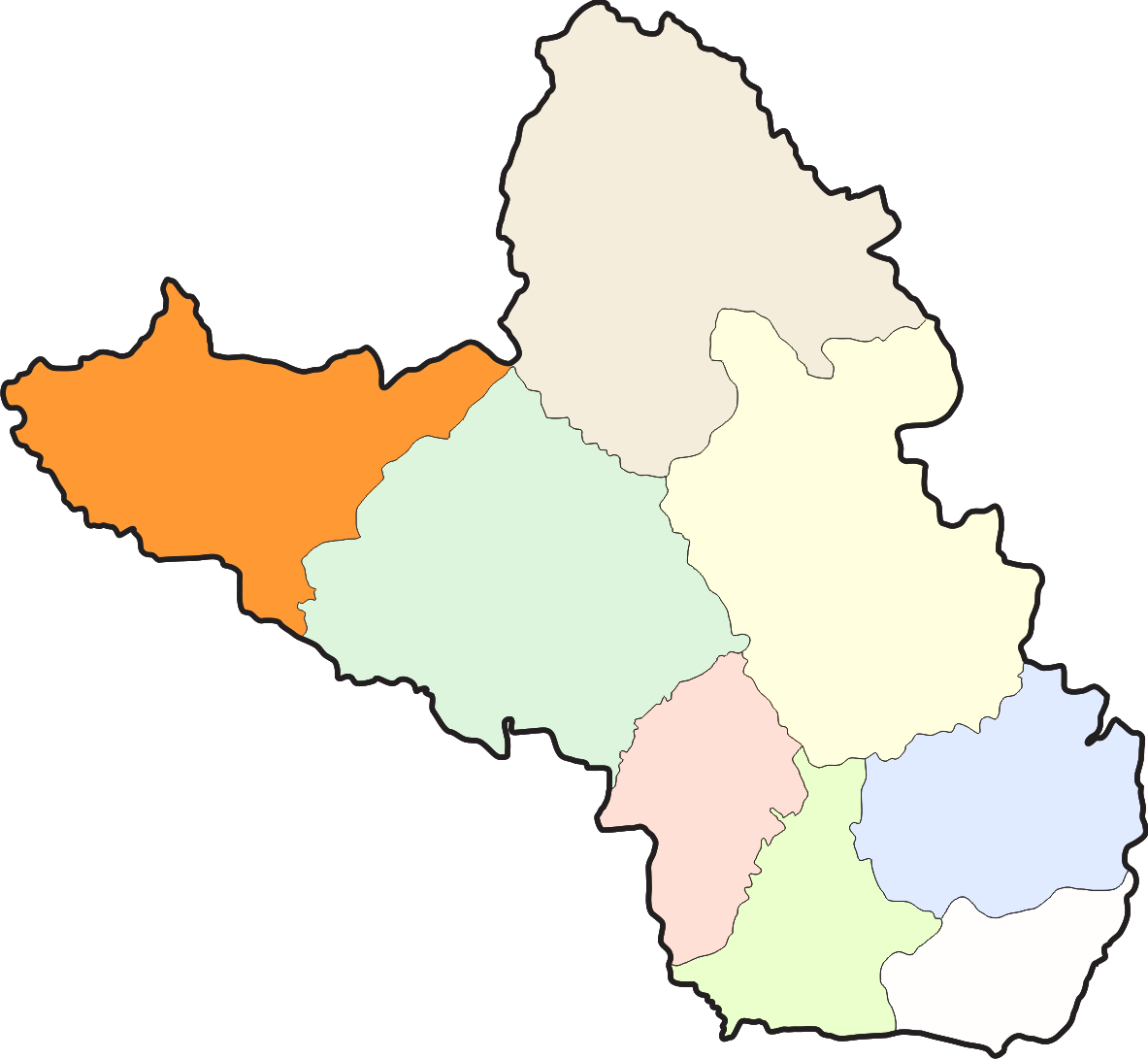
Marosszék

Városok: Erdőszentgyörgy, Nyárádszereda, Nyárádtő, Szováta, 
Községek: Ákosfalva, Backamadaras, Balavásár, Beresztelke, Csíkfalva, Gernyeszeg, Gyulakuta, Havad, Jedd, Kibéd, Koronka, Lukafalva, Makfalva, Maroskeresztúr, Marossárpatak, Marosszentanna, Marosszentgyörgy, Marosszentkirály, Mezőbánd, Mezőcsávás, Mezőmadaras, Mezőpanit, Mezősámsond, Nagyernye, Nyárádgálfalva, Nyárádkarácson, Nyárádmagyarós, Nyárádremete, Sóvárad, Székelybere, Székelyhodos, Székelyvécke, Vajdaszentivány
Leírása:
Székelyföld messze legnépesebb széke,teljes területe Maros megye része. Központja a Marosvásárhely, mely a határon túli magyarság legnagyobb közösségének ad helyet, emellett a város Székelyföld fővárosa is. A széknek kiemelkedően fontos az oktatása és gazdasága, mely Székelyföld legjelentősebbje. Keleti részei, Szováta központtal Sóvidék része, nyugaton a Mezőséget érinti. Legfőbb folyói a Maros és a Kis-Küküllő.

### Orbaiszék
Központ: Kovászna
Települések:
Municípiumok: nincs, 
Városok: Kovászna, 

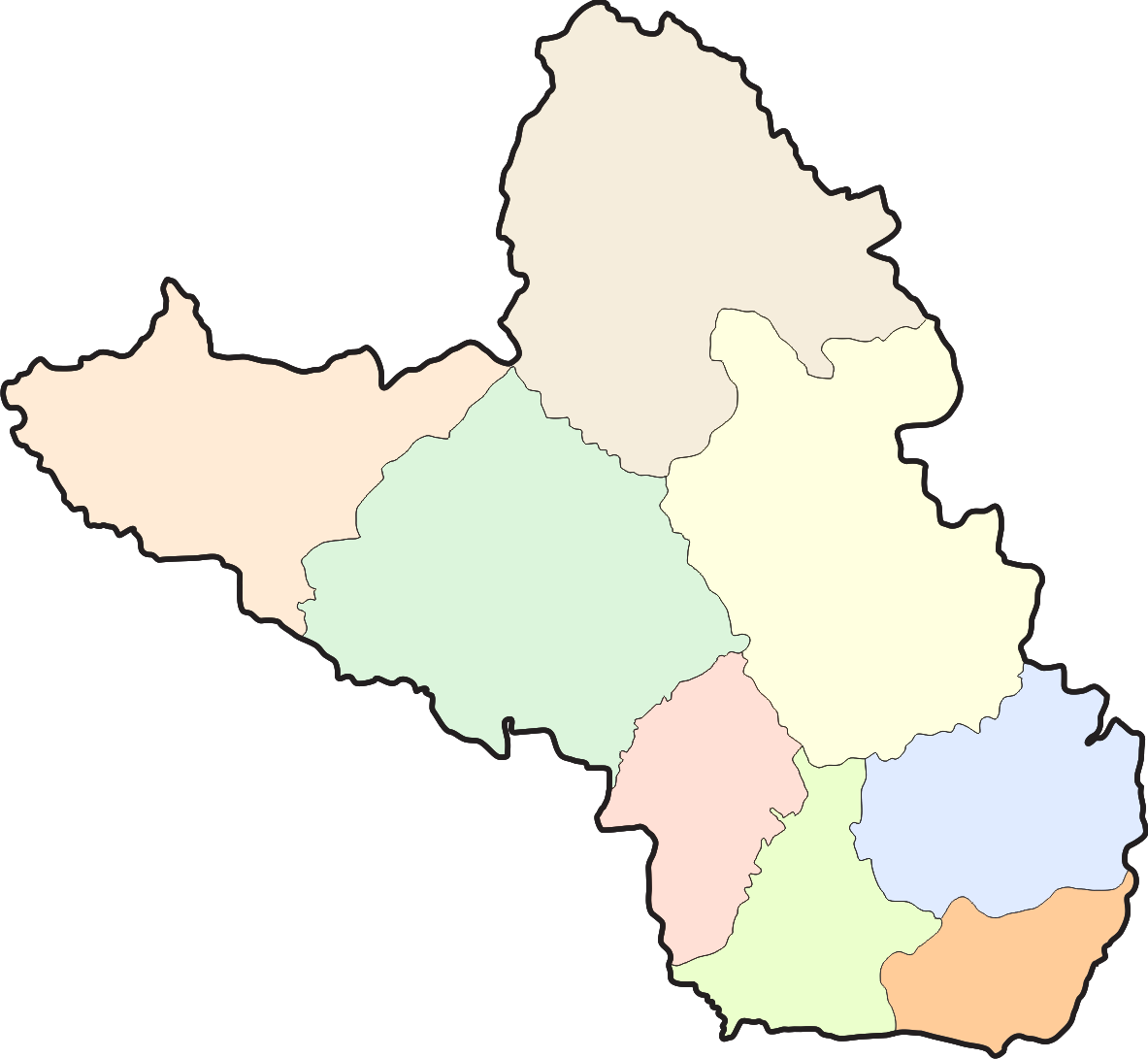
Orbaiszék

Községek: Barátos, Komandó, Nagyborosnyó, Nagypatak, Zabola, Zágon,
Leírása:
A szék az egykori Háromszék egyik széke volt. Az akkori területhez képest már nem tartalmazza Bodzafordulót, Szitabodzát és Zágonbárkányt. Ennek következtében napjainkban ez az egyetlen szék, melynek lakossága nem haladja meg a harmincezer főt sem. Nyugaton a Felső-háromszéki-medence területén fekszik, itt található hét községéből hat. Jelentős a fakitermelés is a területén. Kicsinysége ellenére sok híres embert adott a az országnak, mint Mikes Kelement, vagy épp Kőrösi Csoma Sándort.

### Sepsiszék
Központ: Sepsiszentgyörgy
Települések:
Municípiumok: Sepsiszentgyörgy, 
Városok: nincs, 

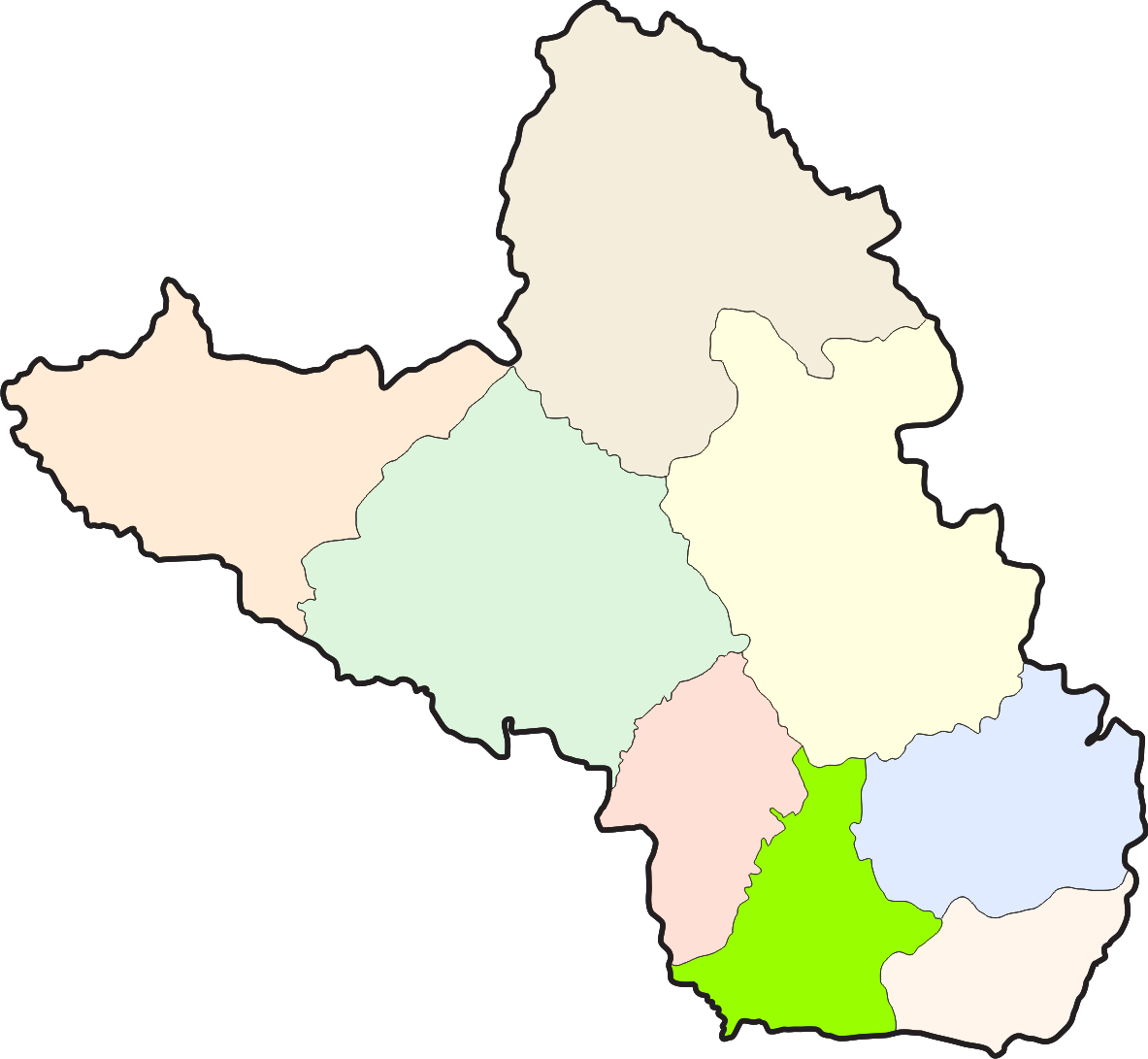
Sepsiszék

Községek: Árkos, Dálnok, Előpatak, Gidófalva, Hídvég, Illyefalva, Kökös, Maksa, Málnás, Mikóújfalu, Réty, Sepsibodok, Sepsibükszád, Sepsikőröspatak, Uzon
Leírása:

### Udvarhelyszék
Központ: Székelyudvarhely

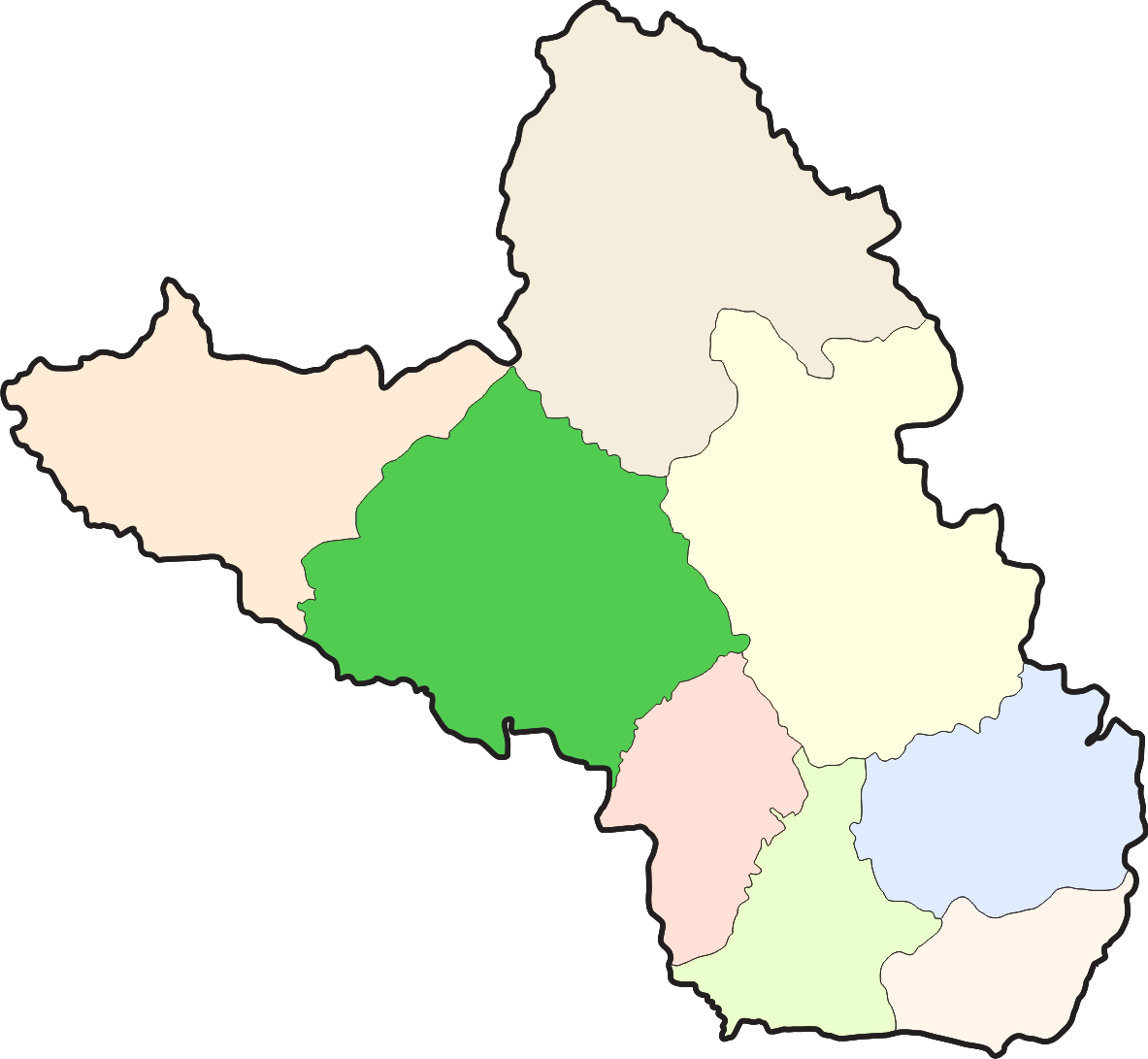
Udvarhelyszék

Települések: Municípiumok: Székelyudvarhely, 
Városok: Székelykeresztúr, Szentegyháza
Községek: Bögöz, Etéd, Farkaslaka, Felsőboldogfalva, Fenyéd, Homoródalmás, Homoródszentmárton, Kányád, Kápolnásfalu, Korond, Lövéte, Máréfalva, Nagygalambfalva, Oklánd, Oroszhegy, Parajd, Siménfalva, Székelyandrásfalva, Székelyderzs, Székelyvarság, Szentábrahám, Újszékely, Zetelaka
Leírása:

## Népesség

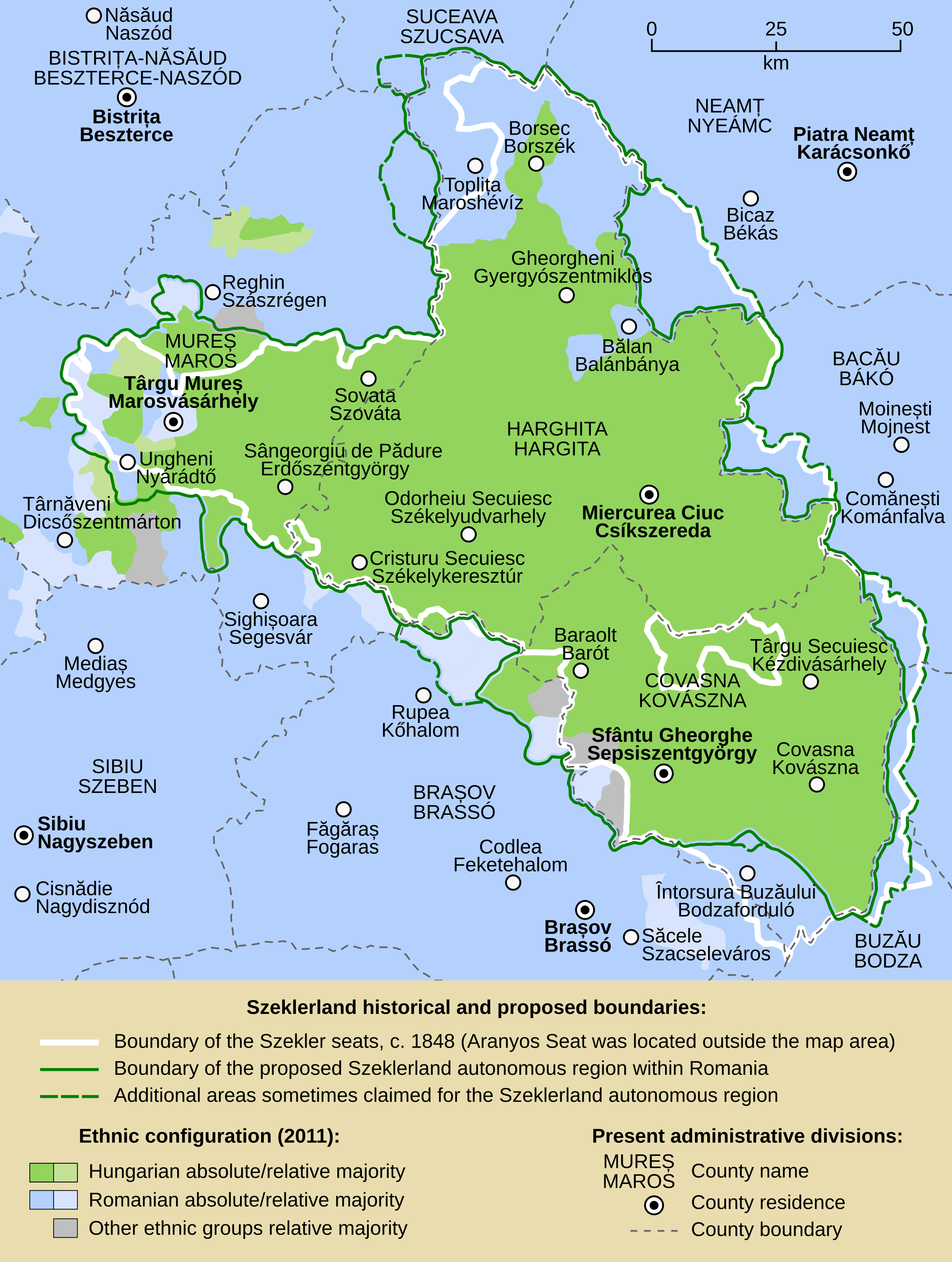
Etnikai térkép

A 2011-es népszámlálási adatok alapján, az SZNT által behatárolt területen Székelyföld népessége 810 367 fő. Jelenlegi közigazgatás szerint ebből 310 867 fő Hargita megyében, 192 242 fő Kovászna megyében, 5094 fő Bákó megyében, 10 880 fő Neamț megyében, 8481 fő Brassó megyében illetve 282 803 fő Maros megye Marosszék részén lakik.
A lakosság etnikai összetétele a következő: 581 159 fő (71,72%) magyar, 183 511 fő (22,65%) román, 32 809 (4,04%) roma és 12 888 (1,59%) egyéb nemzetiségű.
Ebből:
- városi lakosság: 388 041 fő (47,74%)
- falusi lakosság: 422 326 fő (52,26%)
- férfi: 406 640 fő (50,18%)
- nő: 403 727 fő (49,82%)

### A népesség aránya székekre bontva
A 2011-es népszámlálási adatok alapján:
Bardóc-Miklósvárszék
Bardóc-Miklósvárszék népessége 32 505 fő. A lakosság etnikai összetétele a következő: 23 840 fő (73,34%) magyar, 3623 fő (11,15%) román, 4629 (14,24%) roma és 413 (1,27%) egyéb nemzetiségű, ebből:
- városi lakosság: 8672 fő (26,68%)
- falusi lakosság: 23 833 fő (73,32%)
- férfi: 16 288 fő (50,11%)
- nő: 16 217 fő (49,89%)

Csíkszék
Csíkszék népessége 115 965 fő. A lakosság etnikai összetétele a következő: 100 864 fő (86,98%) magyar, 13 784 fő (11,87%) román, 1205 (1,04%) roma és 112 (0,11%) egyéb nemzetiségű, ebből:
- városi lakosság: 46 722 fő (40,29%)
- falusi lakosság: 69 243 fő (59,71%)
- férfi: 57 278 fő (49,39%)
- nő: 58 687 fő (50,61%)

Gyergyószék
Gyergyószék népessége 93 321 fő. A lakosság etnikai összetétele a következő: 55 153 fő (59,10%) magyar, 36 541 fő (39,16%) román, 1468 (1,57%) roma és 159 (0,17%) egyéb nemzetiségű, ebből:
- városi lakosság: 34 891 fő (37,39%)
- falusi lakosság: 58 430 fő (62,61%)
- férfi: 46 310 fő (49,62%)
- nő: 47 011 fő (50,38%)

Kézdiszék
Kézdiszék népessége 52 550 fő. A lakosság etnikai összetétele a következő: 48 731 fő (92,73%) magyar, 2549 fő (4,85%) román, 1244 (2,37%) roma és 26 (0,05%) egyéb nemzetiségű, ebből:
- városi lakosság: 18 491 fő (35,28%)
- falusi lakosság: 34 059 fő (64,72%)
- férfi: 25 871 fő (49,23%)
- nő: 26 679 fő (50,77%)

Marosszék
Marosszék népessége 282 803 fő. A lakosság etnikai összetétele a következő: 151 626 fő (53,62%) magyar, 101 255 fő (35,8%) román, 17 092 (6,04%) roma és 12 830 (4,54%) egyéb nemzetiségű, ebből:
- városi lakosság: 162 340 fő (57,4%)
- falusi lakosság: 120 463 fő (42,6%)
- férfi: 136 593 fő (48,3%)
- nő: 146 210 fő (51,7%)

Orbaiszék
Orbaiszék népessége 26 678 fő. A lakosság etnikai összetétele a következő: 18 124 fő (67,94%) magyar, 7750 fő (29,05%) román, 778 (2,92%) roma és 26 (0,09%) egyéb nemzetiségű, ebből:
- városi lakosság: 10 114 fő (37,92%)
- falusi lakosság: 16 564 fő (62,08%)
- férfi: 13 219 fő (49,55%)
- nő: 13 459 fő (50,45%)

Sepsiszék
Sepsiszék népessége 88 990 fő. A lakosság etnikai összetétele a következő: 69 108 fő (77,66%) magyar, 16 209 fő (18,21%) román, 3523 (3,96%) roma és 150 (0,17%) egyéb nemzetiségű, ebből:
- városi lakosság: 56 006 fő (62,94%)
- falusi lakosság: 32 984 fő (37,06%)
- férfi: 43 293 fő (48,65%)
- nő: 45 697 fő (51,35%)

Udvarhelyszék
Udvarhelyszék népessége 117 555 fő. A lakosság etnikai összetétele a következő: 112 853 fő (96,00%) magyar, 1785 fő (1,52%) román, 2863 (2,44%) roma és 54 (0,04%) egyéb nemzetiségű, ebből:
- városi lakosság: 50 805 fő (43,22%)
- falusi lakosság: 66 750 fő (56,78%)
- férfi: 58 162 fő (49,48%)
- nő: 59 393 fő (50,52%)

## Tervezett közigazgatás
A mai értelemben vett Székelyföldön 18 város – melyből hét municípium (törvényhatósági jogú város) – és 135 község van, illetve ezek településrészei.
Megyék szerint:
| Megye    | Város | Ebből municípium | Község (központ) | Székelyföld (Aranyosszék nélkül) a jelenlegi megyehatárokkal (2014) |
| -------- | ----- | ---------------- | ---------------- | ------------------------------------------------------------------- |
| Bákó     | 0     | 0                | 1                | Székelyföld (Aranyosszék nélkül) a jelenlegi megyehatárokkal (2014) |
| Brassó   | 0     | 0                | 4                | Székelyföld (Aranyosszék nélkül) a jelenlegi megyehatárokkal (2014) |
| Hargita  | 9     | 4                | 58               | Székelyföld (Aranyosszék nélkül) a jelenlegi megyehatárokkal (2014) |
| Kovászna | 4     | 2                | 37               | Székelyföld (Aranyosszék nélkül) a jelenlegi megyehatárokkal (2014) |
| Neamț    | 0     | 0                | 3                | Székelyföld (Aranyosszék nélkül) a jelenlegi megyehatárokkal (2014) |
| Maros    | 5     | 1                | 32               | Székelyföld (Aranyosszék nélkül) a jelenlegi megyehatárokkal (2014) |

Székek szerint:
| Szék             | Város | Ebből municípium | Község (központ) | Az SZNT által javasolt székek |
| ---------------- | ----- | ---------------- | ---------------- | ----------------------------- |
| Bardóc-Miklósvár | 1     | 0                | 9                | Az SZNT által javasolt székek |
| Csík             | 3     | 1                | 23               | Az SZNT által javasolt székek |
| Gyergyó          | 3     | 2                | 16               | Az SZNT által javasolt székek |
| Kézdi            | 1     | 1                | 11               | Az SZNT által javasolt székek |
| Maros            | 5     | 1                | 32               | Az SZNT által javasolt székek |
| Orbai            | 1     | 0                | 6                | Az SZNT által javasolt székek |
| Sepsi            | 1     | 1                | 15               | Az SZNT által javasolt székek |
| Udvarhely        | 3     | 1                | 23               | Az SZNT által javasolt székek |